# مکس مینگلا
مکس مینگلا (انگلیسی: Max Minghella؛ زادهٔ ۱۶ سپتامبر ۱۹۸۵) هنرپیشه، فیلم‌نامه‌نویس و کارگردان اهل بریتانیا است. وی فرزند کارگردان ایتالیایی-اسکاتلندی آنتونی مینگلا است و از سال ۱۹۹۹ میلادی تاکنون مشغول فعالیت بوده‌است. از کارهایی که وی در آن نقش داشته‌است، می‌توان به فیلم‌های شبکه اجتماعی، آگورا، نیمه ماه مارس، سیریانا، فصل همایش، تاریک‌ترین ساعت، کارآموزی، درون جنگل، محرمانه مدرسه هنر و  مجموعه تلویزیونی سرگذشت ندیمه  نوشته  مارگارت اتوود اشاره نمود.
مینگلا در سال ۲۰۱۸، فیلم روح نوجوان را به عنوان نخستین تجربه فیلم بلند خود، کارگردانی کرد.